# 八女地区消防組合

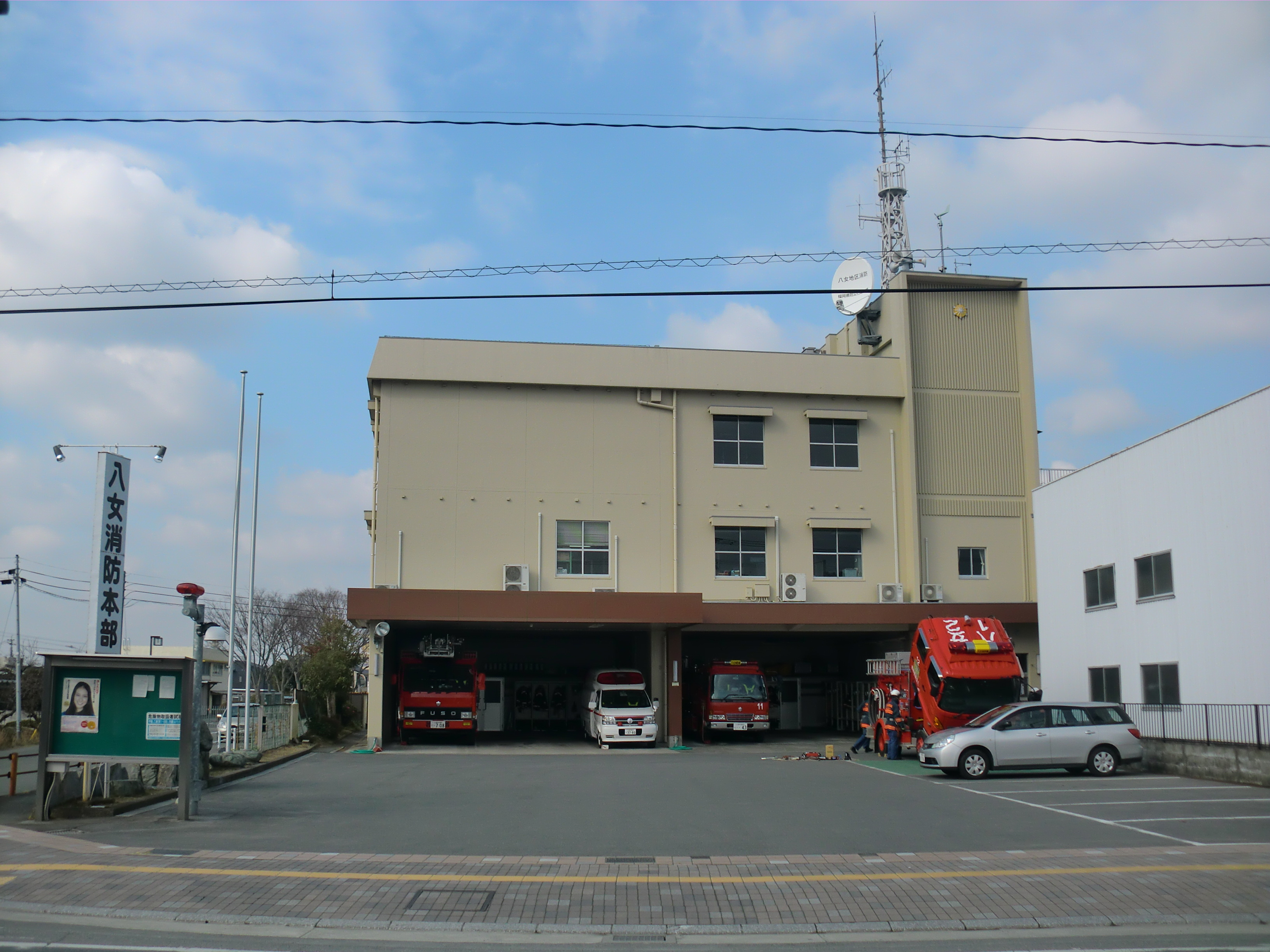
消防本部。八女消防署と兼用

八女地区消防組合（やめちくしょうぼうくみあい）は、福岡県八女市、八女郡広川町によって組織される一部事務組合（消防組合）である。

## 概要
- 組合事務所：八女市本村22-1
- 消防本部：八女市本村22-1
- 管内面積：
- 職員定数：
- 消防署3か所、分署4か所
- 主力機械
  - 普通消防ポンプ自動車：7
  - 水槽付消防ポンプ自動車：1
  - はしご付消防自動車：1
  - 化学消防自動車：2
  - 高規格救急自動車：8
  - 救助工作車：1
  - 林野火災工作車：1
  - 指揮車：2

## 沿革
- 1965年4月1日 八女市に八女市消防本部（署）を設置。
- 1969年4月1日 八女市、立花町及び広川町を構成団体とする八女市立花町広川町消防組合、八女消防本部（署）、立花分署、広川分署を設置。
- 1970年4月1日 黒木町、上陽町、星野村、矢部村を構成団体に加え、八女地区消防組合と改称し、黒木分署、上陽分駐所、星野分駐所、矢部分駐所を設置。
- 1970年7月11日 立花分署を開設。
- 1971年3月18日 上陽分駐所を開設。
- 1971年3月29日 黒木分署庁舎が落成移転。
- 1971年4月17日 矢部分駐所を開設。
- 1971年5月1日 特別救助隊発足
- 1971年6月1日 星野分駐所を開設。
- 1971年12月27日 広川分署を開設。
- 1972年4月1日 消防本部（署）新庁舎を移転。
- 1972年4月4日 消防本部（署）新庁舎を落成。
- 1977年6月1日 消防本部総務課、警防課に加え予防課を新設。
- 1982年1月1日 黒木分署が八女東消防署に昇格し、上陽分駐所、星野分駐所、矢部分駐所を上陽分署、星野分署、矢部分署にそれぞれ昇格。
- 2006年10月1日 上陽町が八女市に編入。
- 2010年2月1日 立花町、黒木町、星野村、矢部村が八女市に編入。
- 2015年12月8日 - 八女地区消防組合を含む8つの消防本部の指令業務を、久留米市の筑後地域消防指令センターに統合[1]
- 2020年4月1日 広川分署が広川消防署に昇格。

## 組織
- 消防本部－総務課、予防課、警防課
- 消防署

## 消防署
| 消防署       | 住所                       | 分署                                                        |
| ------------ | -------------------------- | ----------------------------------------------------------- |
| 八女消防署   | 八女市本村22-1             | 立花：八女市立花町上辺春402-1 上陽：八女市上陽町北川内639-8 |
| 八女東消防署 | 八女市黒木町桑原817        | 星野：八女市星野村13080-2 矢部：八女市矢部村北矢部10739     |
| 広川消防署   | 八女郡広川町大字新代1964-1 |                                                             |